# Wehmholz
Das Wehmholz ist ein unter Naturschutz stehendes, kleines Waldgebiet in der niedersächsischen Gemeinde Sarstedt im Landkreis Hildesheim.
Das Naturschutzgebiet mit dem Kennzeichen NSG HA 138 ist 16,5 Hektar groß. Es liegt östlich vom Sarstedter Ortsteil Heisede und stellt das Waldgebiet als Inselbiotop inmitten einer landwirtschaftlich intensiv genutzten Landschaft unter Schutz. Der Wald weist in Teilbereichen Reste eines naturnahen, meist feuchten Eichen-Hainbuchenwaldes auf.
Das Gebiet steht seit dem 13. Juli 1989 unter Naturschutz. Zuständige untere Naturschutzbehörde ist der Landkreis Hildesheim.